# 任城里站
任城里站（：／ Imseong-ri yeok */?）是位于韩国全罗南道木浦市的一个车站，属于湖南线和木浦寶城線。

## 历史
- 1913年5月15日 - 落成使用。[1]

## 相鄰車站
韓國鐵道公社
湖南線
一老－任城里－木浦